# Laol
Laol, Leou, Lewal, Lewel, Reoru-to o Reoru-tō (en inglés: Laol Island) es una isla del atolón Losap, en las islas Mortlock. Administrativamente se ubica en el municipio de Losap, distrito de Mortlocks, estado de Chuuk, en los Estados Federados de Micronesia, en la parte occidental del país, 600 km al oeste de Palikir.